# Ворона ямайська
Ворона ямайська (Corvus jamaicensis) — вид горобцеподібних птахів роду Крук (Corvus) родини Воронові (Corvidae).

## Опис
Малий сірий птах. Довжина 35—38 см. Самці трохи більші. Дзьоб товстий і відносно довгий. Є клапті оголеної шкіри за очима і при основі дзьоба. Хвіст помірного розміру квадратний на кінці. Загальне забарвлення тьмяне, коричнювато-сіре, чорніше на обличчі й горлі, крила й хвіст темніше сірі. розмах крил 224—237 мм, хвіст 136—145 мм, дзьоб 51—52 мм.

## Стиль життя
Живе парами чи малими групами, більші групи збираються ввечері для спільної ночівлі. Великий дзьоб є корисним інструментом, щоб видобувати з-під піддутої кори комах та інших безхребетних. Однак, птах переважно живиться фруктами та ягодами, включаючи інжир та банани. Іноді їсть яйця та маленьких птахів та птахів, які потрапили в пастки. Гнізда будує на високих дерев, ймовірно також використовує отвори в деревах. Яйця блідо-зеленуваті чи зеленувато-білі з тінями чи плямами коричневого і сірого.

## Середовище проживання
Ендемік Ямайки. Живе в лісах рідколіссях, більшу частину часу проводить у густому гіллі дерев. Надає перевагу пагорбовим і гірським лісам, але спускається нижче в сухий сезон.